# Boeing AH-6
Boeing AH-6 — це серія легких ударних вертольотів на основі родини MH-6 Little Bird та MD 500. Розроблені Boeing Rotorcraft Systems, вони включали демонстраційний Unmanned Little Bird (ULB), A/MH-6X Mission Enhanced Little Bird (MELB) та AH-6I і AH-6S.

## Проєктування і розробка
Демонстраційна модель Unmanned Little Bird, яка є переробкою Боїнга з цивільної машини MD 530F, вперше піднялася у повітря 8 вересня 2004 і зробила свій перший автономний політ 16 жовтня 2004.
У квітні 2006 Боїнг використали ULB для демонстрування можливостей іншого вертольота, у даному випадку AH-64 Apache, з дистанційного керування озброєнням ULB як частини програми Boeing Airborne Manned/Unmanned System Technology Demonstration (AMUST-D). Для початкових випробувань, вертоліт Apache Longbow стояв на землі, у той час як ULB перебував у повітрі на відстані кількох миль. Було здійснено постріл ракетою Hellfire з ULB тестувальником який сидів на місці другого пілота у вертольоті Apache. Обидва вертольоти мали загальне тактичне обладнання для передачі даних розроблене L-3 Communications.
Демонстраційна машина ULB вперше піднялася у повітря без пілота 30 червня 2006 на полігоні армії США Юма, у програму польоту входили: 20-хвилинний політ з озброєною розвідкою, спостереженням і рекогносцировкою навколо об'єкта. Усі попередні 450 годин дослідних польотів на стадії розробки відбувалися з пілотом на борту, у той час як вертольотом керували дистанційно з землі.
Після успіху ULB, Боїнг використав технології у A/MH-6, назвавший його A/MH-6X. 20 вересня 2006 перший A/MH-6X піднявся у повітря на полігоні Boeing Rotorcraft Systems у Меса, Аризона з пілотом на борту. Вантажопідйомність ULB Demonstrator складала 1088 кг, а MELB вже отримав вантажопідйомність на 453 кг більшу. A/MH-6X схожий на A/MH-6M, але має новий прототип скляного кокпіту і численні оновлення електроніки і авіоніки. A/MH-6X може керуватися пілотом або дистанційно, за вибором, що є гібридом ULB demonstrator та A/MH-6M Little Bird який використовується командуванням спеціальних операцій армії США.
Боїнг сам фінансував програму розробки; вони мають намір продавати вертоліт як військовим так і цивільним на теренах США та іншим країнам. Приблизна вартість вертольота US$2 млн. Система безпілотного польоту розроблена таким чином щоб її можна було встановлювати на інші вертольоти в тому числі і Apache. Unmanned Little Bird зробила повністю автономний політ у червні 2010, в тому числі оминаючи перешкоди за допомогою LIDAR.
У 2009 повідомили про те, що Боїнг працює над «AH-6S Phoenix» для армії США яка відновила програму Armed Reconnaissance Helicopter (ARH), яка отримала нову назву Озброєний повітряний розвідник (англ. AAS). AH-6S на 15 дюймів (380 мм) довший для того, щоб зберегти екіпаж вертольота якщо його зіб'ють. Також вертоліт отримає подовжений аеродинамічний ніс для розміщення бортового радіоелектронного обладнання. Кабіна AH-6S і композитні лопаті несного гвинта взято з AH-64D Block III. AH-6S буде мати покращений хвостовий гвинт і більш потужний двигун Rolls-Royce 250-CE30. Тривалість польоту Little Bird складе 12 годин, а максимальне корисне навантаження 2 400 фунт (1 090 кг).
AH-6i є експортним варіантом AH-6S. Перший політ AH-6i відбувся 16 вересня 2009. Йорданія виявила зацікавленість у замовленні AH-6i у травні 2010. У жовтні 2010 Саудівська Аравія замовила 36 AH-6i зі схожим обладнанням і озброєння у США через Іноземні військові продажі. Корпорація Kaman випускає змінні вуглепластикові (на епоксидному зв'язуючому) лопаті для AH-6.
Улітку 2011 H-6U виконав автономні приземлення на вантажівку яка рухалася для французьких компаній Thales та DCNS для французького Головного управління озброєнь, під час підготовки до морських випробувань на французькому фрегаті у 2012.
У жовтні 2012 AH-6i закінчив демонстраційні польоти для армії США у рамках програми Озброєний повітряний розвідник. Хоча AH-6i розрахований на міжнародних покупців, Боїнг вирішили представити його у цій програмі для армії США. Програма AAS була закрита наприкінці 2013.
У грудні 2012 Боїнг демонстрували версію Unmanned Little Bird AH-6 армії Південної Кореї. Вертоліт літав у автономному режимі протягом 25 хвилин демонструючи можливості систем дистанційного керування які можна встановити на армійських вертольотах MD 500 Defender.
У вересні 2013, Aurora Flight Sciences і Боїнг запропонували H-6U Little Bird корпусу морської піхоти США, для проведення випробувань можливостей безпілотної розвідки і спостереження. Боїнг, який виступав субпідрядником, випустив Little Bird без керування людиною, але у кабіні знаходився пілот згідно вимог Федеральної повітряної адміністрації під час тестувань у Манансасі, Вірджинія. H-6U виступав проти безпілотного Kaman K-MAX, який мав корисне навантаження на зовнішніх пілонах у 6 000 фунт (2 720 кг) і повинен був використовуватися для доставки боєприпасів морпіхам. Випробування було розпочато у лютому 2014 на базі Корпусу морської піхоти Куантіко.
Морпіхи з Куантіко повідомили, що змогли посадити безпілотний Little Bird, як і K-MAX, автономно з допомогою планшету у квітні 2014. Вертольоти були оснащені обладнанням за технологією Автономна Повітряна Транспортна/Утилітарна система (англ. Autonomous Aerial Cargo/Utility System — AACUS), яка поєднувала покращені алгоритми Лідар та електронно-оптичні/інфрачервоні сенсори які допомагають оператору обирати точку приземлення вертольоту на непідготовлений майданчик. Автономна посадка без необхідності дистанційного керування або теле-операції знижує навантаження на оператора і дозволяє їм виконувати завдання по розвантаженню вантажів або евакуювати поранених. Вага системи AACUS 100 фунт (45 кг), тому її можна легко встановити на такі літальні апарати як CH-53E Super Stallion та V-22 Osprey. За словами конт-адмірала Метью Кландера, командувача дослідженнями ВМС, використання системи можливе з 2015—2016. Управління військово-морських досліджень обрало Aurora Flight Sciences та Unmanned Little Bird для завершення розробки прототипу системи AACUS замість Lockheed та K-MAX.

## Варіанти
Unmanned Little Bird (ULB)UAV демонстратор
A/MH-6X Mission Enhanced Little Bird (MELB)
AH-6IЕкспортна версія AH-6S.
AH-6S PhoenixВерсія AH-6 запропонована для програми армії США Озброєний повітряний розвідник.

## Оператори
Йорданія
- Королівські ВПС Йорданії[24]

 Саудівська Аравія
- Армія Саудівської Аравії (12, 24 замовлено)[25][26]

## Тактико-технічні характеристики

### ULB/MD530F

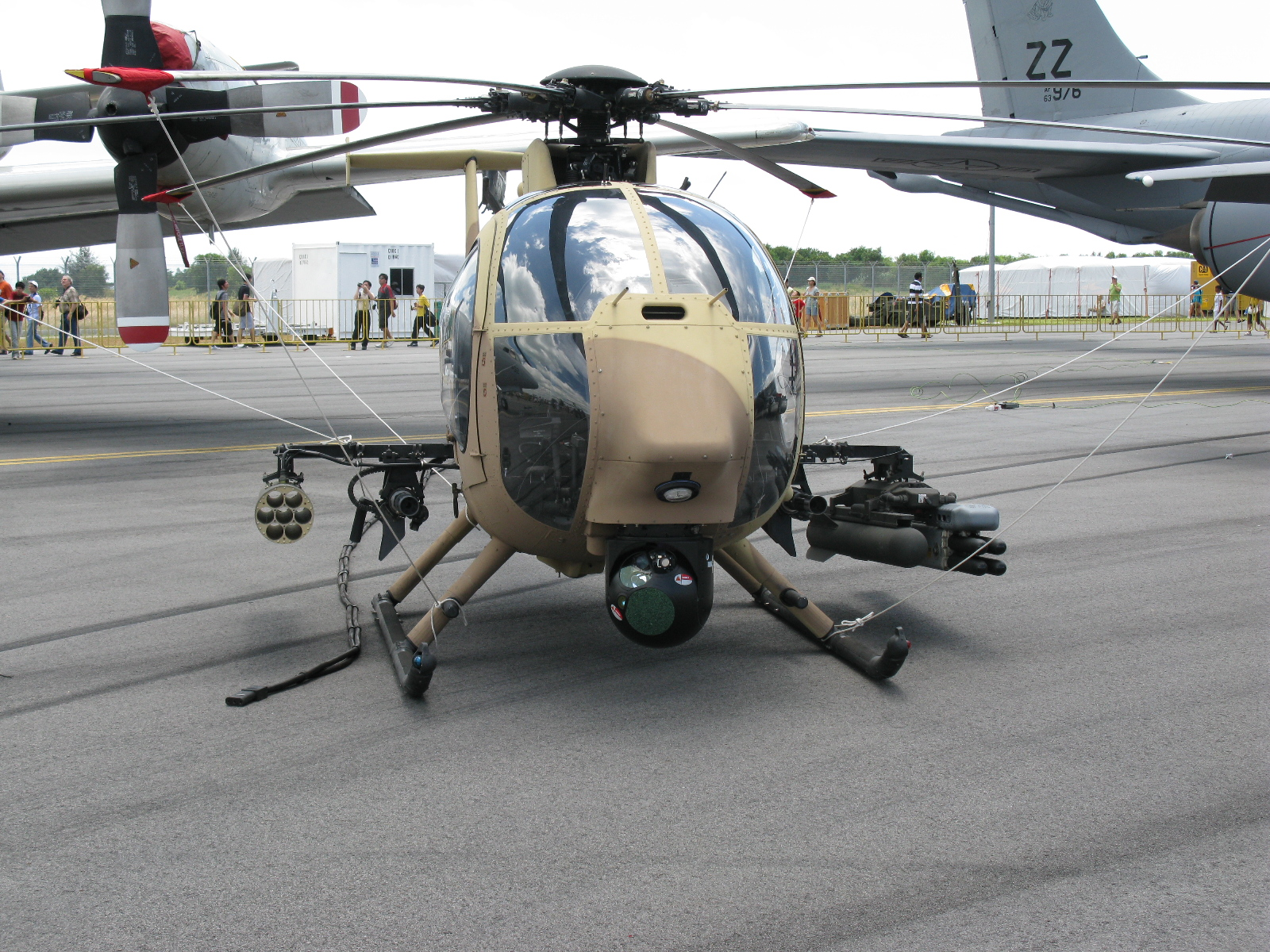
Boeing AH-6 Little Bird з повним озброєнням

Джерело: The International Directory of Civil Aircraft, MD 530F data
Основні характеристики
- Екіпаж: 1-2
- Пасажиромісткість: 5
- Довжина: 9,94 м
- Висота: 2,48 м
- Діаметр несучого гвинта: 8,33 м

- Площа обертання несучого гвинта: 54,6 м²
- Маса порожнього: 722 кг
- Максимальна злітна маса: 1610 м
- Силова установка: 1 × турбовальний Allison 250-C30 250-C30  425 кс ( 317 кВт)

Льотні характеристики
- Крейсерська швидкість: 250 км/год
- Бойовий радіус: 430 км
- Швидкопідйомність: 10,5 м/с

Озброєння
- Стрілецько-гарматне: 

  - 1× 30 мм (1.18 in) M230; або
  - 2× 12,7 мм (.50 cal) GAU-19; або
  - 2× 7,62 мм (0.30 in) M134 Minigun
- Керовані ракети: 

  - ПТКР: 2× AGM-114 Hellfire
  - Ракети «повітря-повітря»: 2× FIM-92 Stinger для самозахисту
- Некеровані ракети: 

  - 2× LAU-68D/A 7-трубних підвіски з 2.75 in (70 мм) НАР Hydra 70